# Hans Horenbarch
Hans Horenbarch (auch: Hans Horenberg; * vor 1599; † nach 1610) war ein deutscher Hüttenmeister, Stück- und Glockengießer.

## Leben und Werk
Der im 16. Jahrhundert geborene Hans Horenbarch war ein Sohn oder ein Bruder von Christopher Horenbarch. In der älteren Gießhütte der Stadt Hannover goss er drei Geschütze für die Stadt.
Im Haus Aussel im Kreis Wiedenbrück hat sich eine in Privatbesitz befindliche Glocke aus der Urheberschaft Horenbarchs erhalten. Die etwa 25 cm durchmessende Glocke trägt die Inschrift „me fecit Hans Horenbarch 1610“.